# Scorpiops hardwickii
Espèce
Synonymes
- Scorpio hardwickii Gervais, 1843
- Scorpiops crassimanus Pocock, 1899
- Scorpiops insculptus Pocock, 1900
- Chaerilus pirpanjalus Mani, 1959

Scorpiops hardwickii est une espèce de scorpions de la famille des Scorpiopidae.

## Distribution
Cette se rencontre au Népal, au Bhoutan, au Pakistan au Khyber Pakhtunkhwa, en Chine au Tibet et au Yunnan et en Inde, au Sikkim en Uttarakhand, en Himachal Pradesh et au Jammu-et-Cachemire,.

## Description
Scorpiops hardwickii mesure de 36 à 58,6 mm.

## Systématique et taxinomie
Cette espèce a été décrite sous le protonyme Scorpio hardwickii par Gervais en 1843. Elle est placée dans le genre Scorpiops par Peters en 1861.
Scorpiops solidus a été placée en synonymie par Kraepelin en 1894. Chaerilus pirpanjalus a été placée en synonymie par Tikader et Bastawade en 1983. Scorpiops affinis et son synonyme Scorpiops austerus, Scorpiops crassimanus et Scorpiops insculptus ont été placées en synonymie par Kovařík en 2000. Scorpiops affinis et Scorpiops solidus sont considérées comme des espèces valides par Kovařík, Lowe, Stockmann et Šťáhlavský en 2020.

## Étymologie
Cette espèce est nommée en l'honneur de Thomas Hardwicke.

## Publication originale
- Gervais, 1843 : « Remarques sur la famille des scorpions et description de plusieurs espèces nouvelles de la collection du Muséum. » Société Philomatique de Paris Extraits des Procès-Verbaux des Séances, vol. 5, no 7, p. 129-131 (texte intégral).